# روب غروين
روب غروين (بالهولندية: Rob Groen)‏ هو مجدف هولندي، ولد في 18 فبراير 1938 في أمستردام في هولندا، وتوفي في نوفمبر 2018.

## وصلات خارجية
- روب غروين على موقع الاتحاد الدولي للتجديف (الإنجليزية)
- روب غروين على موقع أوليمبيديا (الإنجليزية)